# Dance into the Light
Albums de Phil Collins
Both Sides
(1993) Testify
(2002)
Dance into the Light est le sixième album solo de Phil Collins, sorti le 22 octobre 1996 sur le label Atlantic. C'est son premier album en tant qu'artiste solo à plein temps, puisqu'il venait juste de quitter Genesis quelque temps auparavant.
Il fut certifié or en Amérique avec des ventes de 850 000 exemplaires. Six singles furent tirés de l'album, Dance into the Light, It's in Your Eyes, Oughta to Know by now..., No Matter Who, Wear My Hat, et The Same Moon. Comme sur son premier album Face Value sur lequel il reprenait une chanson des Beatles Tomorrow Never Knows, il reprend ici une chanson de Bob Dylan, The Times They Are a-Changin''. La section de cuivres Phenix Horns qui assistait Phil depuis son premier album solo a été remplacée par une nouvelle, Vine Street Horns. Son ami de longue date Ronnie Caryl, qui avait joué avec lui à la fin des années 1960 en tant que membre de Flaming Youth, joue la guitare rythmique sur 11 chansons et la guitare solo sur une autre. Dans les notes de la jaquette, Collins déclare qu'il a retiré toutes les parties de la boîte à rythmes (drum machine) sur cet album et a joué sur une véritable batterie. C'était à la suite de la déception qu'il avait apprise des auditeurs qui s'attendaient à entendre plus de son travail à la batterie sur son album précédent Both Sides. Il a déclaré que jouer sur une vraie batterie rendait la musique plus vivante. Un poème que Michaela Odone a écrit sur son fils Lorenzo a été mis en musique par Phil Collins, intitulé "Lorenzo". Ce dernier, Lorenzo Odone, un enfant atteint de la maladie 
adrénoleucodystrophie (ALD). Ils sont devenus célèbres pour avoir développé un traitement controversé utilisant l'huile de Lorenzo pour la maladie incurable de leur fils. Cette quête a été racontée dans le film Lorenzo (1992). Augusto, le père, avait auparavant été économiste pour la Banque mondiale.
Sur la réédition de l'album en 2016, un deuxième disque a été rajouté avec des chansons bonus, consistants en versions live et des démos ainsi que trois chansons inédites.

## Pistes
Toutes les chansons sont signées Phil Collins, sauf mention contraire.
1. Dance into the light - 4:23
2. That's what you said - 4:22
3. Lorenzo - 5:52 - Poème de Michaela Odone sur une musique de Phil Collins
4. Just another story - 6:24
5. Love police - 4:08
6. Wear my hat - 4:33
7. It's in your eyes - 3:05
8. Oughta know by know - 5:27
9. Take me down - 3:21
10. The same moon - 4:13
11. River so wide - 4:55
12. No matter who - 4:47
13. The Times They Are a-Changin' - 5:07 Bob Dylan

### Disque deux de l'Édition Bonus 2016
- Dance into the light (Live) - 4:41
- Just Another Story (Live) - 6:20
- Wear My Hat (Live) - 4:59
- River So Wide (Live) - 4:58
- Take Me Down (Live) - 3:37
- Lorenzo (Demo) - 4:47
- That's What You Said (Demo) - 4:17
- Another Time - 5:34
- It's Over - 4:24
- I Don't Want To Go - 2:56

### Personnel
- Phil Collins : Chant, batterie, percussions, kalimba (1), guitare rythmique (2, 5, 7, 10), guitare solo (2, 5, 7, 12), guitare slide (12), claviers (5 à 7, 10, 12), piano (13), cornemuse (13)
- Daryl Stuermer : Guitare solo (1, 3, 4, 6, 8, 13), guitare rythmique (2, 5, 7, 9, 10).
- Ronnie Caryl : Guitare rythmique (1-10, 13), guitare solo (12)
- Nathan East : Basse (1-13)
- Brad Cole : Claviers (1, 3, 4, 6, 11), orgue (9, 10, 13), synthétiseur de cordes (8)
- Amy Keys, Arnold McCuller : Chœurs (1, 3, 6, 8-11)
- Vine Street Horns : (1, 4, 6, 8, 9) 
  - Harry Kim – Trompette, arrangements des cuivres
  - Daniel Fornero – Trompette
  - Arturo Velasco – Trombone
  - Andrew Woolfolk – Saxophones

### Production
- Hugh Padgham, Phil Collins : Production
- Hugh Padgham : Ingénieur
- Simon Osborne : Assistant ingénieur
- Harry Kim & Phil Collins : Arrangement des cuivres
- Wherefore Art? : Jaquette
- Gered Mankowitz : Photos pour la jaquette
- Michaela Odone : Texte de Lorenzo